# Jules Adenis
Jules Adenis (París, 28 de junio de 1823 - París, 7 de febrero de 1900) fue un dramaturgo y libretista de ópera francés. Entre sus obras se encuentran Un postillon en gage (1856), Sylvie (1864) y La grand'tante (1867).